# Dénémeth István
Dénémeth István [eredeti név: Németh István; írói név: 1985-ig D. Németh István, álnév: Jeremy Taylor] (Budapest, 1952. október 13. – 2000. június 22.) író, költő, műfordító.

## Életpályája
Tizenhat évesen verseivel tűnt fel egy tehetségkutató pályázaton, melynek meghirdetését is versei provokálták ki a budapesti Faipari Szövetkezetek akkori kulturális előadójából, a csaknem harminc évvel későbbi országgyűlési képviselő Balla Gábor Tamásból. A huszonkét beküldött írásműből a zsűri húszat talált értékelhetőnek, közülük hatot díjra érdemesnek – és mindezeket, különböző álneveken és különböző élethelyzeteket megjelenítve Dénémeth István, akkor még Németh István, másodikos faesztergályos tanuló írta.
Korai felfedezése ellenére jó tizennégy év kellett ahhoz, hogy első verseskötete, a Tájképek és történetek 1982-ben megjelenjék. Az immár harmincéves poétára a kortárs magyar költészet barátai felfigyeltek, de kötetének kiadására az irodalmi hivatalok nehezen szánták rá magukat. Ekkorra már kikeveredett fiatalkora egyik zsákutcájából, nevezetesen, hogy erős humán érdeklődése ellenére szakmunkásként hagyta el az iskolapadot. A munka és az írásszenvedély kötöttségeit végül is leküzdve középfokú végzettséget szerzett, és írószövetségi ösztöndíjasként Csehszlovákiába utazott. A hazai beilleszkedés nehézségeit is kiküszöbölni látszott ottani gyors sikere: úgy tűnt műfordítóként mégiscsak írói egzisztenciára tesz szert. 
Házasságot kötött, kislánya született Prágában. A husáki konszolidáció által drasztikusan megosztott csehszlovák irodalmi élet – amikor is az írók java külföldre, vagy belső illegalitásba vonult, a fiatal nemzedék pedig vagy az ajtók előtt várakozott vagy felcsapott labancnak – nem kedvezett terveinek: a XX. század tragikus sorsú, fiatalon elpusztított klasszikusait, a világháborús cseh költőnemzedék tagjainak életművét kezdte kutatni és magyarra fordítani. Megbízás híján más megélhetés után kellett néznie: hazatérve Magyarországra könyvtárosként kezdett dolgozni, évtizedeken át ez biztosított valamelyes alkotói kibontakozást is számára. 1987-ben, második verseskötete, a Hölgyek és urak megjelenése idején már prózaíróként, sci-fi íróként is rendszeresen publikál, elsősorban a Galaktikában, s ez nemcsak egy új, szabadabb megnyilatkozási lehetőséget, de megélhetést is adott. 1988 azután jelentős írói sikert hozott. A Jeremy Taylor írói álnéven kiadott Bolygófalók című regény és a kötet más elbeszélései a jellegzetes Dénémeth-i látásmód foglalata: humor és kiábrándultság, az irodalmi allúziók rafináltsága és profán közérthetőség jellemzi. Ez az évtizedvég volt legsikeresebb korszaka: 1989-ben Kassák-ösztöndíjat, majd Galaktika-díjat kapott.”
Prológ, torzó és epilóg című verse megjelent az Adyra gondolok – 125 vers Ady Endréről című gyűjteményes kötetben.

## Művei
- D. Németh István.szerk.: Rózsa Endre, Árva Ilona: Tájképek és történetek, (versek), Kozmosz. ISBN 963-211-532-5 (1982)
- Dénémeth István.szerk.: Parancs János: Hölgyek és urak, (versek), Magvető. ISBN 963-141-102-8 (1987)
- Jeremy Taylor.szerk.: Kuczka Péter: Bolygófalók, A fordítóként feltűntetett D. Németh István a szerző Jeremy Taylor néven, (tudományos-fantasztikus regény), Móra Ferenc. ISBN 963-11-6004-1 (1988)

### Versei
- Célzás a parkban[5]
- Munkadal[6]
- Kemény dió[7]
- Kínai versek [8]
- Ájtatos lábnyomok[9]
- Fiókba dobáltam[10]
- Egy óra a Modern Művészetek Múzeumában[11]
- Prológ, torzó és epilóg (vers), 2002[4]

### A Galaktikában megjelent írásai
- D. Németh István:  A gyűrű.  Galaktika Tudományos-fantasztikus folyóirat,  I. évf.  61. sz. (1985)
- D. Németh István:  Rémtörténetek és némi humor.  Galaktika Tudományos-fantasztikus folyóirat,  I. évf.  62. sz. (1985)    Könyvekről rovatban
- D. Németh István:  A cseh kispolgár a jövőbe megy.  Galaktika Tudományos-fantasztikus folyóirat,  I. évf.  62. sz. (1985)    Könyvekről rovatban
- D. Németh István:  Világnemzés.  Galaktika Tudományos-fantasztikus folyóirat,  II. évf.  64. sz. (1986)
- D. Németh István:  A cseh SF irodalom a nyolcvanas évek első felében.  Galaktika Tudományos-fantasztikus folyóirat,  II. évf.  70. sz. (1986)    Műhely rovatban
- D. Németh István:  Vangó.  Galaktika Tudományos-fantasztikus folyóirat,  III. évf.  83. sz. (1987)
- D. Németh István:  Stille Nacht.  Galaktika Tudományos-fantasztikus folyóirat,  III. évf.  87. sz. (1987)
- D. Németh István:  A tea jó dolog.  Galaktika Tudományos-fantasztikus folyóirat,  IV. évf.  95. sz. (1988)[Mj. 1]

### További írásai
- D. Németh István:  Munkagödör.  Hitel,  4. sz. (1990)   56–57. o.   Recenzió: Andrej Platonov: Munkagödör;  Az ifjúság tengere
- D. Németh István:  Táncóra kezdőknek és haladóknak: Bohumil Hrabal a magyar és a cseh irodalomban.  Hitel,  7. sz. (1992)   61–63. o.
- D. Németh István:  Franciás kisregény.  Könyvvilág,  XXXVII. évf.  12. sz. (1992)   35. o.   Recenzió: Tardos Tibor: Lány az Eiffel-torony fölött
- D. Németh István:  Halhatatlan bosszúságok.  Könyvvilág,  XXXVII. évf.  12. sz. (1992)   35. o.   Recenzió: Rákosy Gergely: Mákostészta

## Díjai, elismerései
- A Kilencek Díja 1981[3]
- Kassák-ösztöndíj 1989[2]
- Galaktika-díj 1989[2]